# Sztormowanie

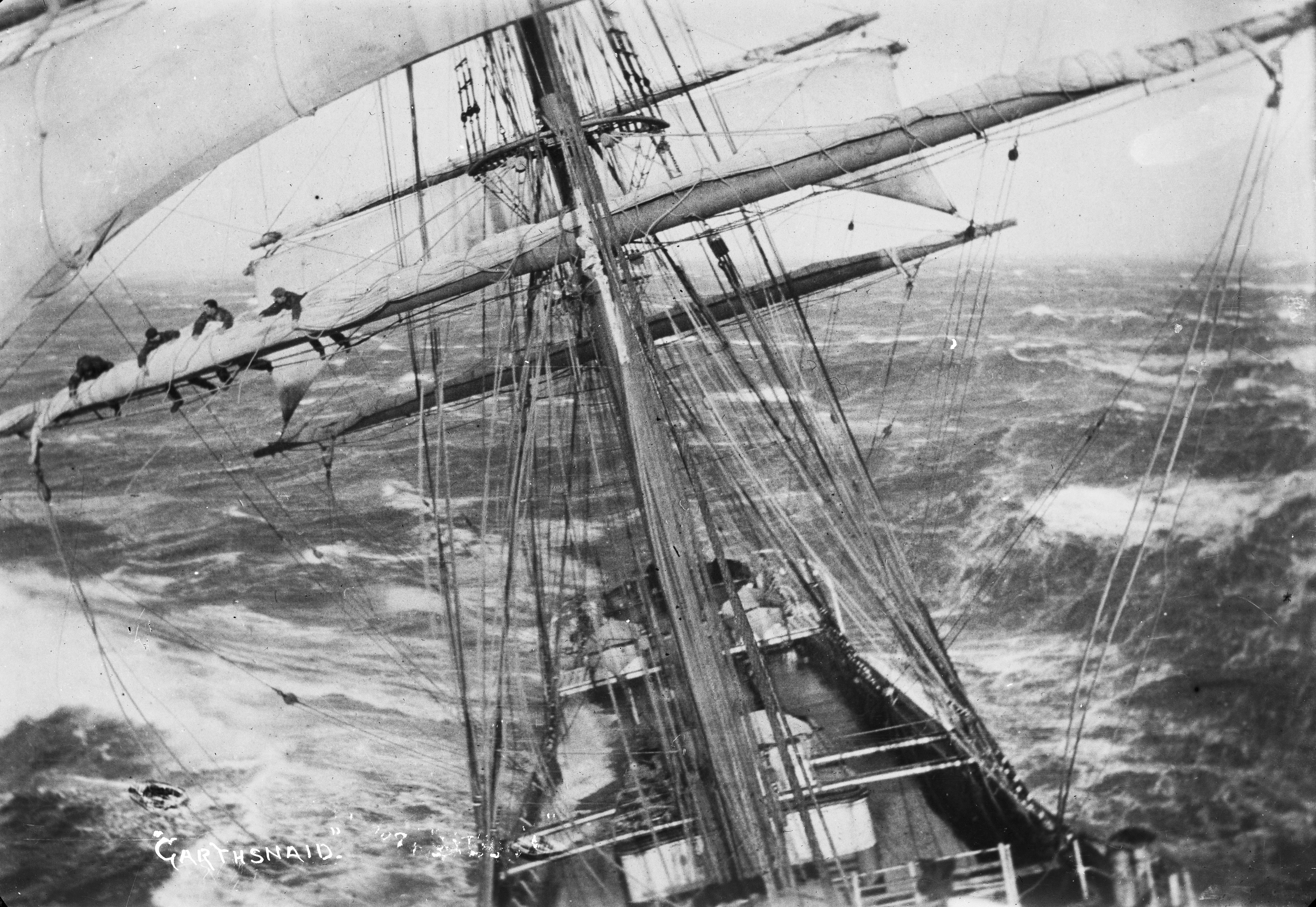
Załoga żaglowca w trakcie sztormowania, na rei widoczni marynarze redukujący ożaglowanie

Sztormowanie – ogół zasad postępowania i czynności podejmowanych przez załogę statku podczas sztormu, w celu zapewnienia bezpiecznej żeglugi.
Do sztormowania zaliczyć możemy także szereg czynności, które należy wykonać przed nadejściem sztormu (najważniejsze z nich to zabezpieczenie ładunku przed przesunięciem się, zabezpieczenie statku przed dostaniem się do jego wnętrza dużych ilości wody, zabezpieczenie członków załogi przed wypadnięciem za burtę).
Zasady bezpiecznej żeglugi podczas sztormu na statkach z napędem mechanicznym polegają na utrzymywaniu możliwie wolnego biegu statku i ustawieniu go dziobem lub rufą do fali. Na statkach z napędem żaglowym należy zredukować ożaglowanie oraz utrzymywać jednostkę dziobem lub rufą pod falę.